# Marjewka (rejon sudżański)
Marjewka (ros. Марьевка) – chutor w zachodniej Rosji, w sielsowiecie pogriebskim rejonu sudżańskiego w obwodzie kurskim.

## Geografia
Miejscowość położona jest nad rzeką Małaja Łoknia, 18 km od granicy z Ukrainą, 1 km od centrum administracyjnego sielsowietu pogriebskiego (Pogriebki), 21 km od centrum administracyjnego rejonu (Sudża), 77 km od Kurska.

## Demografia
W 2010 r. miejscowość zamieszkiwało 8 osób.